# 張文蔚
張 文蔚（ちょう ぶんい、生年不詳 - 908年）は、唐末から五代十国時代にかけての官僚・政治家。字は右華。本貫は瀛州河間県。

## 経歴
張裼の子として生まれた。乾符2年（875年）、進士に及第した。塩鉄巡官を歴任した。龍紀元年（889年）、入朝して司勲員外郎となった。乾寧2年（895年）、祠部郎中・知制誥となり、正式に中書舎人に任じられた。ときに宰相の崔胤が朝政を専断したが、文蔚はかれと同年の進士で仲が良かったことから、翰林学士・戸部侍郎に任用され、兵部侍郎に転じた。天祐元年（904年）、昭宗が洛陽に遷都すると、文蔚はつき従った。天祐2年（905年）、中書侍郎・同中書門下平章事（宰相）となった。天祐4年（907年）1月、文蔚は百官を率いて哀帝に対して朱全忠への禅譲を求める勧進をおこなった。4月、哀帝の命を受けて朱全忠への禅譲の詔を伝える冊礼使をつとめた。後梁の開平元年（同年）5月、文蔚は門下侍郎となった。開平2年（908年）春、在官のまま突然死した。尚書右僕射の位を追贈された。
子の張鋳は後周の顕徳年間に秘書監となった。

## 伝記資料
- 『旧唐書』巻178 列伝第128
- 『旧五代史』巻18 列伝8
- 『新五代史』巻35 列伝23